# La Fanette
Pistes de Les Bigotes
Les Toros Les filles et les chiens
Pistes de Les Bonbons
Les Toros J'aimais
La Fanette est une chanson de l'auteur-compositeur-interprète Jacques Brel ; elle sort en 1963 sur un super 45 tours et le 33 tours 25 cm Les Bigotes.
En 1966, la chanson est présente sur un 33 tours 30cm, considéré depuis comme le septième album du chanteur. 
La Fanette s'inscrit parmi les grands classiques de Jacques Brel.  

## Historique
Jacques Brel écrit La Fanette, en 1962, dans sa maison de Roquebrune-Cap-Martin. Il la chante en public pour la première fois le 10 décembre à Schaerbeek et l'enregistre studio en avril 1963.  Isabelle Aubret, alors en tournée avec Jacques Brel, lui demande l'autorisation  d'interpréter la chanson. Il consent et elle l'enregistre peu de temps avant d'être victime d'un accident de la route qui la rend invalide pour une durée a priori longue. Ému, Jacques Brel décide de lui céder tous ses droits sur La Fanette, par l'intermédiaire de son producteur Gérard Meys.

## Analyses et interprétations du texte
Selon Bruno Hongre et Paul Lidsky, les vers suivants évoquent la mort de deux amants : 

« Faut dire

Que c'est bien ce jour-là

Qu'ils ont nagé si loin

Qu'ils ont nagé si bien

Qu'on ne les revit pas »

(paroles Jacques Brel, extraits)
Pour Eddy Przybylski, il s'agit d'un meurtre[précision nécessaire]. Il explique également comment Isabelle Aubret a ajouté, avec l'aval de Jacques Brel, un texte d'introduction pour justifier l'interprétation par une femme de la chanson. Elle y évoque comment « en flânant sur la plage » elle rencontre un « homme qui regarde la mer [...], et qui disait : « Nous étions deux amis et...»
Comme dans de nombreuses chansons de Brel, le texte joue des séries d'opposition : elle/moi, nous/elles, moi/eux, « Faut dire qu'elle était belle Et je ne suis pas beau », « Faut dire qu'elle était brune
Tant la dune était blonde ».
La rhétorique des couplets intermédiaires s'appuie sur l'anaphore « Faut dire ». Le sentiment de puissance amoureuse est traduit par un recours à l'espace : « Et tenant l'autre et l'une
Moi je tenais le monde ».

## Discographie
1963 :
- Super 45 tours Barclay Records 70556 M[4] : Les Toros, Les Fenêtres, La Fanette, Les Vieux.
- 33 tours 25cm Barclay 80186[5] Les Bigotes.

1966 :
- 33 tours 30 cm Barclay 80322 S[6] Les Bonbons.

## Reprises
- Isabelle Aubret (1963)
- Mari Trini (1973)
- Gérard Lenorman (1975)
- Serge Lama (1979)
- Yves Duteil (1998)
- Filip Jordens (1998)
- Polo (1998, album Aux suivant(s))
- Duilio Del Prete (2002)
- Pierre Bachelet (2005)
- Florent Pagny (2006)
- Dominique A (2013)